# ستان إل. ألبرشت
ستان إل. ألبرشت (بالإنجليزية: Stan L. Albrecht)‏ هو كاتب أمريكي، ولد في 13 يوليو 1942 في Fremont, Utah ‏ في الولايات المتحدة.